# SneekWeek (film)
SneekWeek is een Nederlandse komische slasher-film uit 2016, geregisseerd door Martijn Heijne. Het verhaal speelt rond de Sneekweek.

## Verhaal
Drie meisjes en drie jongens, allen student en vrienden van elkaar, komen naar de Sneekweek in Sneek, om een week lang te feesten en te zuipen, met een grote villa als uitvalsbasis. De zes vrienden blijken een geheim te delen; twee jaar eerder waren ze erbij toen een ontgroening gruwelijk misging, met een dode tot gevolg. In de villa beginnen bizarre dingen te gebeuren, en het wordt nog verontrustender wanneer blijkt dat geen van de vrienden de villa zelf geregeld heeft. Het lijkt of iemand wraak op de vriendengroep wil nemen. De vrienden beginnen elkaar meer en meer te wantrouwen en het gebruik van verdovende middelen in combinatie met Ritalin brengt onverwachte bijwerkingen teweeg. Bij de villa worden mensen op gruwelijke wijze vermoord en hun droomvakantie wordt een nachtmerrie...

## Rolverdeling
| Acteur               | Personage                  | Opmerking                 |
| -------------------- | -------------------------- | ------------------------- |
| Carolien Spoor       | Merel                      | Vrouwelijke hoofdrol      |
| Jelle de Jong        | Thijs                      | Mannelijke hoofdrol       |
| Jord Knotter         | Boris                      |                           |
| Holly Mae Brood      | Lisa                       |                           |
| Yootha Wong-Loi-Sing | Kim                        |                           |
| Jonas de Vuyst       | Peter                      |                           |
| Ferry Doedens        | Tim                        |                           |
| Kimberley Klaver     | Ilse                       |                           |
| Marly van der Velden | Zoë                        | Rijk en verwend meisje    |
| Rutger Vink          | Dennis                     |                           |
| Diederik Ebbinge     | Hoofdcommissaris Stienstra | Baas van de politie Sneek |
| Sanne Langelaar      | Agent Katja                | Agent van politie Sneek   |
| David Lucieer        | Agent Marcel               | Agent van politie Sneek   |
| Frank Lammers        | Rechercheur Van Velzen     | Agent van politie Sneek   |
| Job Bovelander       | Eric van Dungen            |                           |
| Marie Louise Stheins | Maria van Dungen           |                           |

## Productie
De filmopnames gingen van start op 14 augustus 2015 in Sneek en duurden tot 28 september. In oktober werd bekendgemaakt dat de distributie van de film overgenomen werd door Dutch FilmWorks, na het faillissement van A-Film.